# Karel Dončec
Karel Dončec, mađ. Doncsecz Károly (Orfalu, oko 30. svibnja 1918. – Körmend, 12. studenog 2002.), mađarski obrtnik slovenskog podrijetla koji se bavio lončarstvom. 
Rođen je u seljačkoj obitelji u mjestu Andovci (mađ. Orfalu) kod Monoštra (mađ. Szentgotthárd) u Mađarskoj od oca Karela Dančeca (1894. – 1927.) i majke Ane Talaber (1900. – 1920.). Govorili su u obitelji prekomurskoslovenski. Živio je i radio u mađarskom mjestu slovenskog imena Verica-Ritkarovci (mađ. Kétvölgy). 
Od 1933. godine živi i radi u Soboškoj Vesi (mađ. Magyarszombatfa). Četiri godine kasnije odlazi u Jegersek, gdje ostaje godinu dana. Zatim odlazi u Šumeg (mađ. Sümeg), da bi se napokon skrasio u Verici-Ritkarovcima 1940. gdje otvara lončarsku radionicu.
Borio se u Drugom svjetskom ratu, na bojištima u Ukrajini i Poljskoj (1942. – 1944.) Od 1970. godine jedini je slovenski lončar u Mađarskoj. Svoje radove izlagao je na mnogim izložbama u Mađarskoj i Sloveniji. 1984. godine je dobio nagradu "Mojster ljudske obrti". 
Grob mu se nalazi u Števanovcima (mađ. Apátistvánfalva), a spomenik  u Andovcima, kod njegove rodne kuće.

## Vanjske poveznice
- Further famous personalities: Károly Doncsecz